# Danske Spil
Danske Spil A/S — національна лотерея в Данії, заснована 1948 року. Першу гру було проведено 8 травня 1949 року, це була 1-X-2 TOTO на 12 футбольних матчів. Danske Spil A/S, раніше відомий як Dansk Tipstjeneste A/S, організовує низку ігор: ігри випадку, миттєві ігри, ігри на знання та азартні ігри на автоматах. Це другий за розмірами ігровий оператор Скандинавії.

## Ліцензія

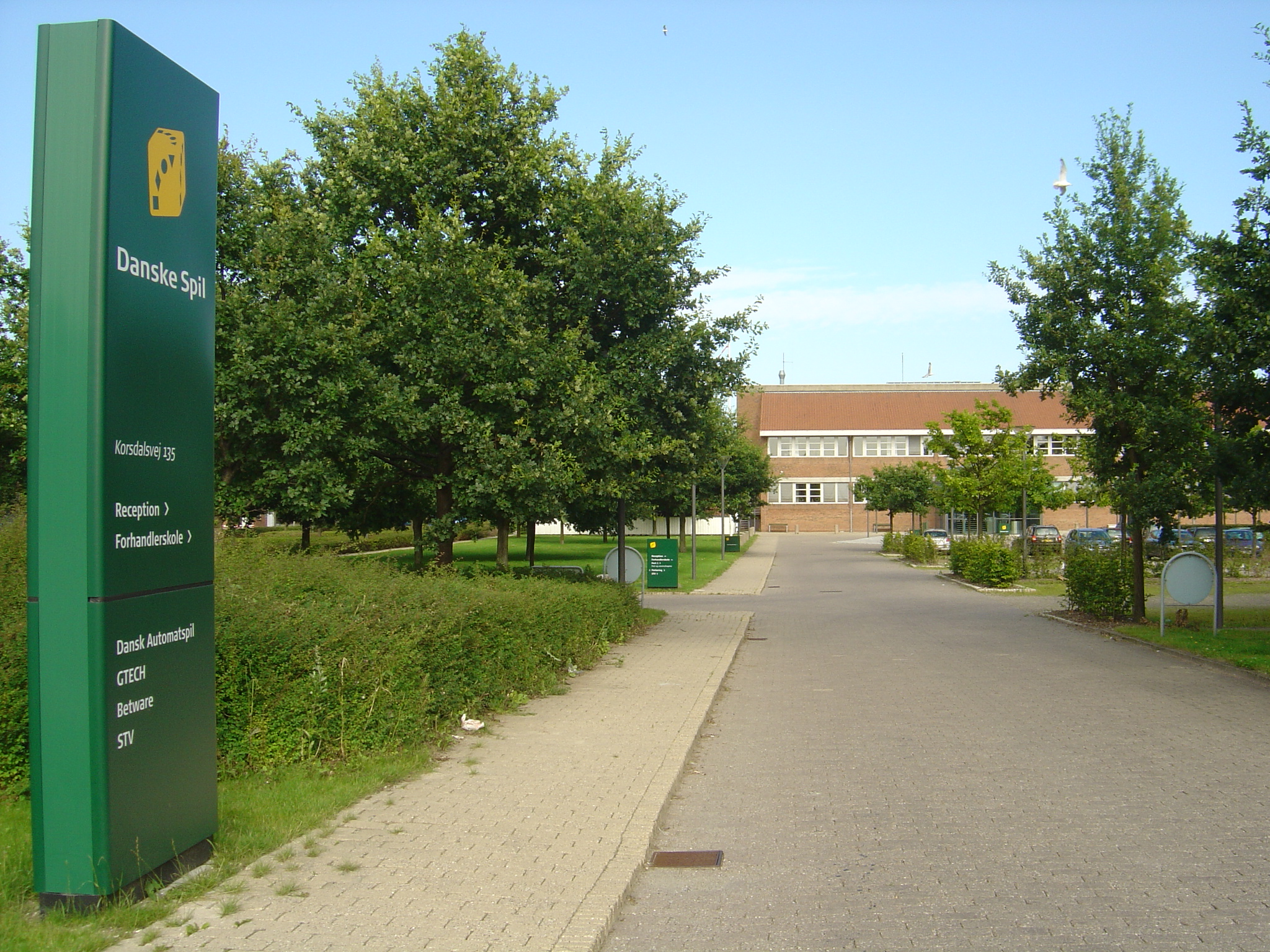
Офіси Danske Spil у Бреннбю

Ліцензія є основою для легальності роботи Danske Spil і видається терміном на 1 рік. Відповідно до ліцензії, Danske Spil організовує азартні ігри в законних та етичних рамках.

### Статутний капітал
- Данське королівство: 80 %
- Данська спортивна конфедерація та Олімпійський комітет: 10 %
- Данські асоціації з гімнастики та спорту: 10 %

### Рада директорів
- 10 членів ради, призначених міністерствами та організаціями
- 5 членів ради, обраних працівниками

### Прибуток
Прибуток від ігор розподіляється, як це передбачено парламентом Данії (Folketinget) для розвитку легкої атлетики, культури та інших цілей на благо громадськості.

### Після лібералізації 2012 року
1 січня 2012 року Данія однією з перших країн Європи дозволила роботу іноземних і приватних операторів на ринку азартних ігор. До цього часу лише Danske Spil мав ліцензію в Данії, але закон діяв лише теоретично, бо ліцензії не видавались. Після лібералізації, Danske Spil довелося конкурувати з іншими гральними компаніями, такими як Ladbrokes та Bet365, але Danske Spil зберіг деякі ексклюзивні права. Приклад: Danske Spil — це єдина компанія Данії, якій дозволено організовувати азартні ігри на удачу, за винятком ігор у наземних казино. Це означає, що Danske Spil може запропонувати лише скретч-карти, бінго тощо.
2020 року компанія, в рамках боротьби з анонімними іграми, запровадила ідентифікаційні картки для участі в ставках на спорт. Картки було названо Sikkert Spil — «безпечна гра» в перекладі з данської, вона є обов'язковою для пред'явлення у всіх 2700-х пунктах компанії.
2020 року компанія відзвітувала про зниження прибутків від азартних ігор, пояснюючи це пандемією COVID-19. В третьому кварталі 2020-го валовий дохід від ігор знизився до 3,4 млрд крон, що на 7% менше за відповідних термін 2019 року. Загалом, після виплати податків та покриття поточних витрат, компанія отримала 1,17 млрд крон прибутку за квартал, це на 28,2% менше, ніж за цей же період 2019-го року.

## Інфраструктура
Платформа спортивних ставок Danske Spil базується на програмному забезпеченні Openbet.